# Großer Silberberg
Der Große Silberberg ist eine Erhebung mit einer Höhe von 81 m ü. NN auf dem Gebiet der Stadt Magdeburg. 
Er birgt ein steinzeitliches Hügelgrab, dessen Alter auf ca. 5000 bis 6000 Jahre geschätzt wird. Aufgrund der äußeren intakten Gestalt der Grabanlage und der Größe wird vermutet, dass ein im Inneren befindliches Grab noch intakt sein könnte.
Der Hügel ist namensgebend für den Stadtteil Großer Silberberg, in welchem er sich befindet, und die Straßen Am Großen Silberberg und Silberbergweg. Etwas weiter südlich befindet sich der Kleine Silberberg.